# クバンのコサック
『クバンのコサック』（ロシア語: Кубанские казаки、英語: Cossacks of the Kubanは、ソビエト連邦の映画。1949年製作、イヴァン・プィリエフ監督。カラー作品。

## 解説
ロシアのクバン地方のコサックの農民生活を舞台にして、ソビエト連邦のコルホーズを礼讃する内容のミュージカル風カラー映画である。
第一作目のカラー・ミュージカル映画『シベリア物語』の成功に次いで作られたもので、主演は同じくマリーナ・ラディニナで、当時彼女はプィリエフ監督の妻であった。

## キャスト
- マリーナ・ラディニナ：（ガリーナ） [2]
- セルゲイ・ルキヤノフ：（ゴルデイ）
- アレクサンドル・フヴィリャ：（デニース）

## 歌
多くの歌が挿入されている。
- 収穫の歌（ロシア語: Урожай、ミハイル・イサコフスキー Mikhail Isakovsky 作詞、イサーク・ドゥナエフスキー作曲） [3]
- お元気でしたか（ロシア語: Каким ты был、日本語訳：昔ながらに、別名：むかしのままに、作詞・作曲は同上） [4]
- おおカリーナの花が咲く（ロシア語: Ой, цветет калина、作詞・作曲は同上） [5]

など
特に「収穫の歌」は有名で、日本の戦後のうたごえ運動の最中、関鑑子翻訳の日本語詞版が、歌声喫茶などでよく歌われた。

## 配信
2011年3月28日から、YouTubeでモスフィルムによる公式配信が行われている。